# Tibiotarsus

Numer 10 określa tibiotarsus

Tibiotarsus (kość piszczelowo-stępowa, kość goleniowo-nastopkowa) – kość długa znajdująca się w ciele ptaka pomiędzy kością udową a skokiem. Powstała poprzez zrost bliższego ciału końca kości stępu z piszczelem. Spotykane określenie kość goleniowa jest określeniem potocznym i błędnym, gdyż kościec goleni (skeleton cruris) obejmuje również kość strzałkową.